# Alpine A500
O Alpine A500 foi um modelo de carro de corrida monoposto fabricado em conjunto pela Alpine e Gordini a pedido da Renault, produzido entre 1975 e 1976 e usado para testar o primeiro motor turbo de Fórmula 1. Posteriormente, esse motor foi montado no Renault RS01.

## História
Em 1975, a Renault pretendia entrar na Fórmula 1 na temporada seguinte com o seu famoso motor V6 turbo, com o departamento esportivo da Renault, nomeadamente a Alpine, ficando responsável pelo início do projeto com o A500. É nesse período que também surje rumores de que a montadora francesa planejava reformular a Alpine para se tornar a Renault Sport. Diante desse boato e com medo de ver o projeto abandonado, os funcionários da Alpine decidem divulgar o projeto na imprensa escrita. Em seguida, os rumores se tornam realidade, a Renault funde Alpine e Gordini e transfere tudo para Viry-Châtillon: nascendo assim a Renault Sport. Depois de vários problemas durante os testes, devido principalmente a um tempo de resposta do turbo ser muito lento, em seguida, a inúmeras falhas de motor devido ao calor gerado pelas modificações feitas, o Alpine A500 ficou finalmente pronto e o projeto Renault RS01 pôde iniciar, com a Renault estreando na Fórmula 1 em 1977.